# Mantieni il bacio
Mantieni il bacio è un singolo del cantante italiano Michele Bravi, pubblicato il 22 gennaio 2021 come secondo estratto dal terzo album in studio La geografia del buio.

## Descrizione
Il brano è stato scritto da Federica Abbate e Francesco "Katoo" Catitti. Il cantautore ha raccontato il significato del testo «Il bacio è l'immagine che, più di ogni altra, trasforma il male in pittura d'oro e la cicatrice del trauma in una poesia. Nel bacio si incontrano il luogo della parola e quello del corpo. Baciarsi nel buio significa trattenersi ancorati al presente, al reale e non perdersi in un fumo di nebbia e dolore ingombrante».

## Accoglienza
Mario Manca per Vanity Fair descrive il brano come «un testo forte e struggente» e si sofferma sul video: «Due ragazzi che si cercano con lo sguardo e suggellano la solidità del loro amore, il sentimento che resiste alla crisi ma non è immune dal dolore; [...] il dolore e le nebbie emotive che si affacciano nel corpo e vibrano di una forza inaudita». Cecilia Esposito per TV Sorrisi e Canzoni afferma che «Il brano, incredibilmente intenso, in cui si percepisce tutta la necessità del cantante di esprimere l’amore ricevuto e che l’ha salvato per ricondurlo alla realtà, in un momento in cui la quotidianità era diventata buia».

## Video musicale
Il videoclip, diretto da Nicola Sorcinelli, è stato pubblicato il 25 gennaio 2021 sul canale YouTube del cantante. Il video vede la partecipazione dell'attore Francesco Centorame e di Bravi.

## Classifiche
| Classifica (2021) | Posizione massima |
| ----------------- | ----------------- |
| Italia            | 18                |